# Ioann Juhasevyč-Skljarský
Ioann Juhasevyč-Skljarský (rusínsky Іван Югасевич-Склярьскый, 1741 Príkra – 15. prosinec 1814 Nevické) byl rusínský spisovatel, učitel, folklorista, básník a osvícenec. Ivan sepsal a ilustroval několik církevních knih, mezi nejznámější patří Irmologion: zpěvy ruténských irmologionů (jeden ze sedmi Irmologionů které vydal) či Kalendář řecko-ruský, kde sepsal 370 rusínských přísloví.

## Život
Ioann Juhasevyč-Skljarský se narodil v roce 1741 v obci Príkra na dnešním východním Slovensku. Studoval církevní zpěv a přepis knih ve Lvově a Haliči a od roku 1775 pracoval jako učitel zpěvu, byl církevním kurátorem (správce církevního majetku obce) a obecním starostou v obci Nevické nedaleko Užhorodu.
Během svého života sbíral náboženské a světské písně, které přepisoval do několika dosud nevydaných rukopisných svazků. Celkem sestavil více než 30 ručně psaných knih, z nichž bylo dosud spolehlivě identifikováno pouze 16. Mezi ně patří tři almanachy (Kalendář, 1807, 1807, 1809), čtyři zpěvníky (Zpěvník, 1761–1763, 1807, 1811, 1812) a sedm sbírek liturgické hudby (Irmologion, 1778–1779, 1784, 1795, 1800, 1806, 1809, 1811–1812). Ve vydání Kalendář řecko-ruský z roku 1807, se nacházela sbírka 370 rusínských přísloví pro mravní poučení s názvem Obecná přísloví pro společnost neučených: je čas mlčet a čas mluvit.
Ioann Juhasevyč-Skljarský zemřel 15. prosince 1814 v obci Nevické.